# Месье Верду
«Месье Верду» (англ. Monsieur Verdoux) — «комедия убийств» Чарли Чаплина (1947). Первый фильм, в котором Чаплин полностью отказался от маски бродяги Чарли и создал совершенно не похожий на него образ серийного убийцы. Несмотря на успех фильма в таких странах, как Франция, в США «блестящий чёрный юмор, близкий к карикатуре» не был понят и принят публикой, и в Америке за «Месье Верду» надолго закрепилась репутация самого неоднозначного фильма чаплиновского канона.

## Сюжет
Действие происходит в Париже 1930-х годов. Анри Верду (Чаплин) — пожилой обаятельный француз, добросовестно проработавший тридцать лет кассиром в банке и в начале Великой депрессии в одночасье потерявший работу. Чтобы содержать прикованную к инвалидной коляске жену и сына-младшеклассника, Верду становится жуликом-многоженцем и убийцей. Он находит в разных частях Франции одиноких богатых дам, представляется каждой жертве холостяком, обольщает её, женится и, завладев состоянием, убивает. Так же хладнокровно преступник устраняет и полицейского следователя, которому удалось выйти на след «синей бороды».
Из-за падения биржевых цен, вызванного началом гражданской войны в Испании, Верду теряет все накопления, нажитые преступным путём, а его жена и сын умирают — таким образом, пропадает всё, ради чего этот обычный совестливый человек терпит свою преступную жизнь. Он добровольно сдаётся полиции, но перед смертной казнью на гильотине выносит приговор современному обществу: «Убийство нескольких человек делает вас преступником, убийство миллионов — героем».

## В фильме снимались
- Чарли Чаплин — Анри Верду, он же месье Варне, месье Бонёр, месье Флоре
- Марта Рей — Аннабелла Бонёр
- Изобел Элсом — Мари Гроне
- Мэрилин Нэш — девушка с улицы
- Мэди Коррелл — Мона Верду, законная жена Верду
- Эллисон Роддан — Питер Верду, их сын
- Роберт Льюис — Морис Боттелло
- Одри Бетц — Марта Боттелло
- Ада Мэй — Аннетт, горничная Аннабеллы
- Уильям Фроули
- Марджори Беннетт — горничная Мари
- Хелен Хей — Ивонна, подруга Мари
- Маргарет Хоффман — Лидия Флоре
- Ирвинг Бейкон — Пьер Куве
- Эдвин Миллс — Жан Куве
- Вирджиния Бриссак — Карлотта Куве
- Альмира Сеанс — Лена Куве
- Юла Морган — Фиби Куве
- Бернард Дж. Неделл — префект полиции
- Чарльз Эванс — детектив Морроу
- Лоис Конклин — флорист
- Кристина Элл — Луиза, горничная
- Уильям Фроули — Джин Ла Саль
- Джон Хармон — Джо Дарвин
- Артур Холь — агент по недвижимости
- Фриц Лейбер — отец Фаре
- Вера Марше — миссис Вики Дарвин
- Барбара Слэйтер — флорист (продавец цветов)
- Джозеф Крехан — брокер
- Кирилл Делеванти — почтальон
- Фрэнк Райхер — доктор
- Аддисон Ричардс — управляющий банком
- C. Монтегю Шоу — банкир
- Пьер Уоткин — сотрудник тюрьмы

## Работа над фильмом
Режиссёра Орсона Уэллса завораживали фигуры неординарных, талантливых личностей вроде Кейна и Аркадина. Он собирался пополнить галерею этих образов знаменитым женоубийцей Анри Ландрю (1869—1922). Сценарные наброски молодого режиссёра попали к Чаплину при обстоятельствах, которые они описывали по-разному. Со слов Уэллса, когда он предложил Чаплину главную роль в своём новом проекте, тот заявил, что никогда не снимался в чужих фильмах, и выкупил сценарий. По версии же Чаплина, полноценного сценария у Уэллса не было, поэтому в титрах он указан лишь как автор идеи. Чаплин самостоятельно переосмыслил жутковатую историю похождений Ландрю как лёгкий фарс о милом и обаятельном убийце, а все его преступления оставил за кадром.
На съёмки было затрачено семьдесят семь дней. Впервые Чаплин составил график, которого старался неукоснительно придерживаться. Для этой цели к производству был привлечён второй режиссёр, Роберт Флори. Чаплин был известен своим настороженным отношением к техническим новинкам киноиндустрии. Он снимал нарочито старомодно, среди нарисованных студийных декораций, используя приём закадрового монолога. «Мне не нужны необыкновенные движения камеры, — самоуверенно заявлял Чаплин. — Самое необыкновенное в фильме — это я сам». Он любил, чтобы его снимали в полный рост, поскольку считал, что ногами играет не хуже, чем лицом.
Роль «самой вульгарной женщины в истории» (Аннабеллы) была написана специально для Марты Рей, а роль Мари Гроне — для Эдны Пёрвиэнс (которую из-за неудачных проб заменили другой актрисой).

## Прокат и реакция
В фильме «Месье Верду» Чаплин впервые отказался от проверенного и всеми любимого образа, принёсшего ему всемирную известность. Вдобавок фильм вышел в американский прокат как раз тогда, когда консервативные круги обвиняли Чаплина в симпатиях к коммунистам, а светская хроника обсуждала его внебрачные связи. На пресс-конференциях, которые предваряли выход фильма, режиссёра расспрашивали не о новой работе, а о его политических взглядах и о том, не уклоняется ли он от уплаты налогов. Ревнители нравственности выставили у кинотеатров, где шёл фильм, пикеты. В ряде штатов раздавались призывы к запрету безнравственной ленты «красного» режиссёра. В Америке, при кассовых сборах лишь в 162 тыс. долларов, «Месье Верду» обернулся (впервые в карьере Чаплина) финансовым провалом. Окупить бюджет удалось только благодаря прокату в Европе, куда режиссёр был вынужден переехать из Америки.
Что касается кинокритиков, то не все отзывы были отрицательными. Кое-кто видел в «Месье Верду» иллюстрацию классического эссе Де Квинси «Убийство как одно из изящных искусств». Другие связывали «Месье Верду» с брехтианской эстетикой. В поддержку фильма высказались такие передовые авторы, как Андре Базен и Джеймс Эйджи. Выше других работ Чаплина ценил этот чёрный фарс Луис Бунюэль. По мнению Франко Дзеффирелли, «"Месье Верду" — лучший фильм всех времён и народов».  Национальный совет кинокритиков США признал «Месье Верду» лучшей лентой года, а сценарий был выдвинут на соискание «Оскара».

## Трактовки
Некоторые авторы не сочли фильм удачной сатирой на порочное общественное устройство, считая, что преступную стезю Верду выбрал сам. Базен высказал предположение, что он и «настоящую» жену, и собственного ребёнка отправил на тот свет точно так же, как и своих «временных» жён. «И жена Мона, и маленький Питер важны для Верду постольку, поскольку они дают ему обманчивое ощущение нормальности и оправдывают его преступления. Он убивает не ради их счастья — он убивает, чтобы отодвинуть несчастье от самого себя».
Этическая проблематика ленты усложнена симпатией, которую не может не вызывать к себе энергичный и предприимчивый герой на фоне глуповатых, сварливых и самодовольных дам. Например, Михаила Трофименкова смущает, что из-под знакомой маски милого Чарли высунулось «лицо лощёного, холодного, ненавидящего мир, и прежде всего женщин, чудовища, к которому сам Чаплин испытывал несомненную нежность и солидарность». По мнению Дэйва Кера, «режиссёру явно по душе созданный им монстр: по дороге на гильотину мы узнаём в поступи Верду походку бродяжки из ранних фильмов Чаплина». 
«Фон Клаузевиц говорил, что война — это логическое продолжение дипломатии. Месье Верду полагает, что убийство — логическое продолжение бизнеса», — эти слова Чаплина, произнесённые на предпремьерной пресс-конференции, часто цитируют критики левых взглядов, которые интерпретируют «Месье Верду» как отклик Чаплина на ужасы мировой бойни и как критику современного капитализма. Согласно этой трактовке, Верду — воплощение породившего его буржуазного общества: «в нём действуют те же дьявольская предприимчивость, тяга к разрушению и уничтожению», которые выплеснулись в мировых войнах.
Сам Чаплин, несмотря ни на что, считал «Месье Верду» самым умным и самым ярким своим фильмом. Частично недоходчивость фильма для широкой публики он объяснял вмешательством американской кинопромышленной самоцензуры, поначалу вовсе запретившей сценарий для съёмок в Америке как «невероятный в современном обществе», а потом, например, вырезавшей оттуда факт проституции одной из героинь и намёки на любые постельные сцены между мужем и женой. Подобно своему соавтору Орсону Уэллсу в «Гражданине Кейне», Чаплин слишком неспешно, на взгляд нетерпеливого американского кинозрителя, раскрывает характер Верду. Автор начинает с доброго кормления котика, показывает отказ якобы социопата от выгодного убийства непорядочной девушки лишь потому, что она верит в самоотречение ради любви. Постепенно выясняется, что хладнокровный убийца и циничный многоженец под своей лощёной личиной очень напряжён и обеспокоен. Наконец он сознательно даёт себя арестовать и казнить, тогда как бессовестный преступник легко бы скрылся. Лишь перед казнью он настолько «оттаял» от преступного напряжения, что впервые в жизни смог со вкусом попробовать ром. Затем он вышел из тени к солнечным лучам и пошёл на гильотину умиротворённой походкой всеми любимого персонажа Чаплина.
В отличие от «Гражданина Кейна», эта картина оказалась многими американскими кинозрителями непонятой: они расценили концовку фильма как критику бизнеса вообще. Сатира же Чаплина направлена лишь на хищнический, невзаимовыгодный, эгоистичный промысел, включая, конечно, и крайнее выражение такого бизнеса — военно-промышленный комплекс. Европейская широкая публика также не вникла в замысел автора, но лучше приняла фильм, ибо в Европе, в отличие от протестантской Америки, отношение к бизнесу более циничное.

## Версии на VHS и DVD
Фильм выпускался на VHS с конца 1970-х годов. В СССР в 1980-е и в России в 1990-е годы распространялся на VHS в авторских переводах.
В США и Канаде в 1997 году состоялся первый специальный релиз отреставрированного фильма на DVD к 50-летнему юбилею его создания. В России в 2002 году выпущен с закадровым переводом на VHS («Видеоглобус») и на DVD с русскими субтитрами и с закадровым переводом.
В XXI веке фильм доступен на дисках Blu-ray и (с 2013) на DVD в элитной серии Criterion (с приложением документальных лент о съёмках «Месье Верду» и об отношениях Чаплина с американской прессой, а также интервью с актрисой Мэрилин Нэш, 1926—2011).